# Rui Paulo Sousa
Rui Paulo Duque Sousa (Castelo Branco, 22 de novembro de 1967) é um empresário agrícola e político português. Atualmente, desempenha as funções de deputado à Assembleia da República, secretário-geral e adjunto da direção nacional do partido CHEGA, e é presidente da comissão de transparência e estatuto dos deputados do Parlamento.
Foi cabeça de lista pelo partido Aliança nas eleições legislativas de 2019 pelo círculo eleitoral de Santarém. Ganhou notoriedade quando foi convidado na segunda convenção do Partido CHEGA para ser vogal da direção nacional. Assumiu a direção de campanha nas eleições presidenciais de 2021 do candidato André Ventura e nas eleições autárquicas de 2021 candidatou-se a presidente da câmara de Castelo Branco.
Em dezembro de 2021, André Ventura convidou-o a ser o mandatário financeiro para as eleições legislativas de 2022, ocupando o segundo lugar na lista pelo círculo eleitoral de Lisboa.
Também empresário agrícola e sócio da empresa Villabosque — Espargos Verdes do Ribatejo. Formou-se em Gestão, iniciando a sua carreira profissional na área da informática.
Foi candidato à Presidência da Assembleia da República em março de 2024 obtendo 50 votos. Durante a XV e a XVI Legislatura foi o 1.º vice-presidente do grupo parlamentar do CHEGA na Assembleia da República.

## Atividade política
Rui Paulo Sousa foi no passado simpatizante do CDS-PP, tendo iniciado a sua vida ativa na política no partido Aliança. Foi cabeça de lista no Aliança às eleições legislativas de 2019, pelo círculo eleitoral de Santarém. Militou posteriormente no partido Chega, tendo sido convidado por André Ventura a entrar na direção nacional como vogal no segundo congresso em Évora. No decurso da criação da Comissão de Ética, produto deste congresso, Ventura nomeou-o coordenador-geral. Sob a sua liderança, a Comissão suspendeu mais de setenta militantes do partido no espaço de três meses, numa ação associada à “lei da rolha” imposta por Ventura a 2 de dezembro de 2020. De acordo com essa norma, a partir desse dia ficaram "imediata e severamente sancionadas todas as publicações [na Internet ou outros meios] de militantes" que se destinassem "a continuar este permanente clima de guerrilha que favorece os que querem destruir o Chega”.

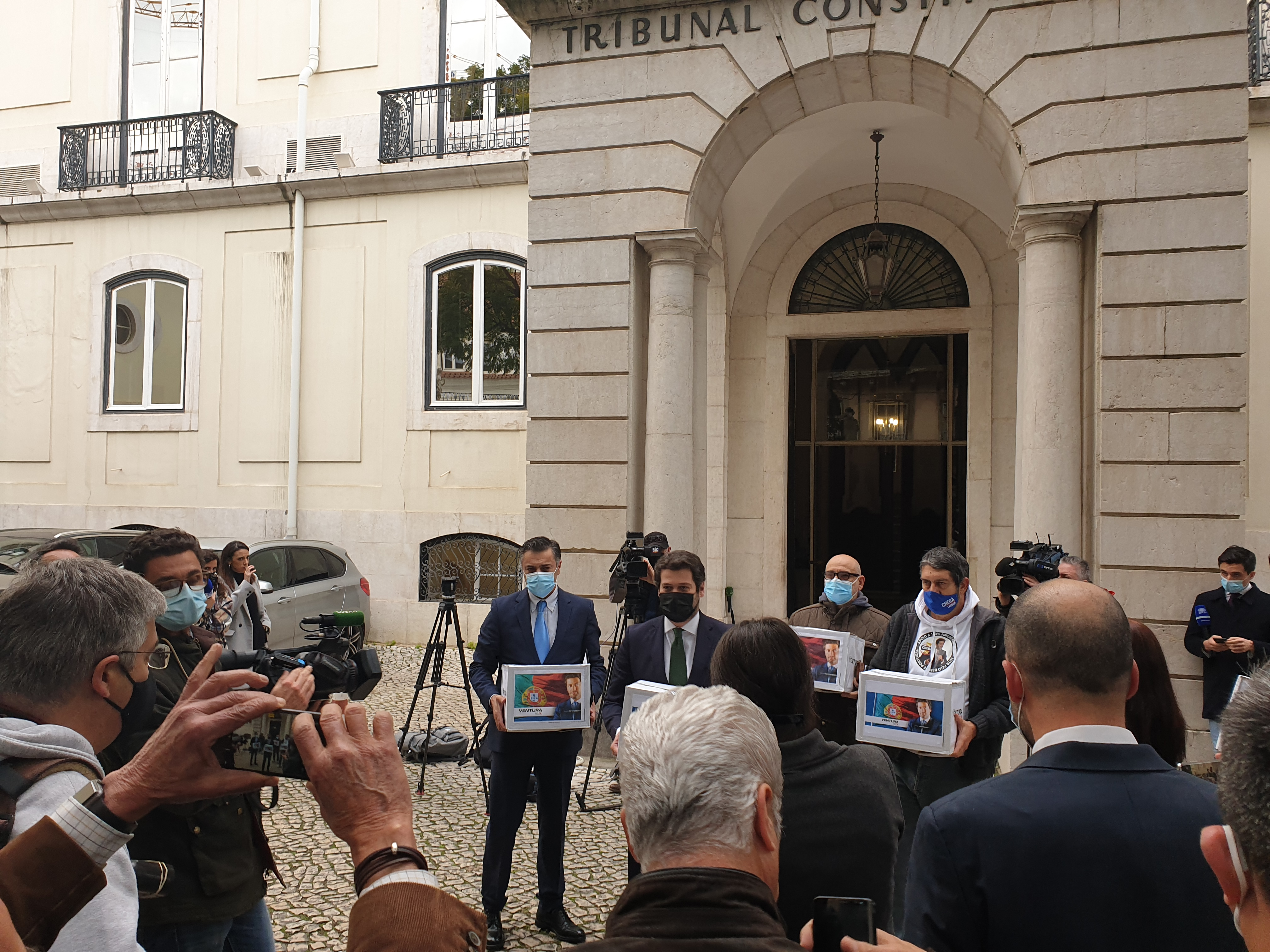
Rui Paulo Sousa ao lado de André Ventura na entrega das assinaturas para as presidenciais de 2021.

Foi convidado para mandatário e diretor de campanha na candidatura de André Ventura às eleições presidenciais de 2021.
Nas eleições autárquicas de 2021, foi candidato à presidência da Câmara de Castelo Branco. No quarto congresso foi uma das vozes mais ativas na defesa do partido contra os críticos e aqueles, que escondidos “atrás de perfis falsos”, minam a unidade do partido: "Aqueles que conspiram nas nossas costas, aqueles que se escondem atrás de perfis falsos nas redes, aqueles que nos difamam, nos acusam de falsidades (…) Para esses nós temos apenas uma única resposta: Não nos vão vencer".
Em dezembro de 2021 foi convidado a ser o mandatário financeiro para as eleições legislativas de 2022. Posteriormente, assumiu o segundo lugar na lista à Assembleia da República, pelo círculo eleitoral de Lisboa. Em entrevista ao jornal Observador criticou as propostas da esquerda, “Se virmos as ideias dos partidos de esquerda, inclusive as do Livre, não sei se vamos viver numa comunidade hippie no meio do campo a comer ervas”, defendendo ainda uma diminuição dos custos do Estado. No dia 30 de janeiro foi eleito deputado na Assembleia da República. Posteriormente, foi indicado como primeiro vice-presidente do grupo parlamentar do Chega. Após a renúncia de Tiago Sousa Dias, André Ventura nomeou-o para o cargo de Secretário-Geral do partido.
No XI Conselho Nacional do partido, atacou a oposição interna "Foram para a comunicação social dizer que não tinham voz, que não havia democracia. A democracia está aqui, mas eles não!”. Aplaudido por vários membros da plateia atira aos adversários internos: “Vão para o raio que os parta, rua daqui para fora!”.

## Deputado à Assembleia da República

### XV Legislatura da República Portuguesa
A 30 de janeiro de 2022, Rui Paulo Sousa foi eleito deputado à Assembleia da República pelo Chega, pelo círculo eleitoral de Lisboa. Desempenha no grupo parlamentar as funções de vice-presidente da bancada. No dia 13 de abril de 2022 tomou posse como vice-presidente da comissão de transparência e estatutos dos deputados.
Na sua primeira intervenção no plenário levantou questões sobre o combate à fraude e evasão fiscal, nomeadamente como é possível travá-lo "se os infratores podem contar com uma justiça lenta e ineficaz, que traz consigo impunidade".
Na comissão parlamentar da Defesa Nacional, expressou preocupações quanto à “execução completa dos projetos e às verbas disponibilizadas para a execução da lei de programação militar", considerando necessário um reforço orçamental no contexto de guerra na Ucrânia.
Na comissão de Orçamento e Finanças, questionou o ministro da cultura, Pedro Adão e Silva sobre a alteração da taxa de IVA cobrada no preço dos bilhetes para os espetáculos tauromáquicos, considerando uma "discriminação de paz ideológica e que contraria a nossa Constituição da República cuja única justificação é o partido socialista ter de fazer favores aos seus antigos amigos da geringonça". Defendendo, que a tauromaquia faz parte da cultura e que a legislação a reconhece "tendo uma importância económica e cultural para o nosso país".
Em plenário apresentou uma proposta para a criação de uma comissão de inquérito, sobre a credibilidade dos dados sobre segurança interna. Justificou a proposta com o contraste que o partido identifica entre os relatórios oficiais e as notícias que se sucedem sobre os crimes violentos e graves: “Ou os relatórios estão a ser manipulados, ou então trata-se de “fake news"”.
Foi proposto pelo Grupo Parlamentar para a vice-presidência na Assembleia da República, após o chumbo dos deputados propostos anteriormente. No dia 22 de setembro de 2022, decorreu a sua eleição para Vice-Presidente da Assembleia República, tendo 64 votos dos deputados. Dessa forma, não conseguiu ser eleito.
Numa entrevista apelou à união da direita, mas avisou a Iniciativa Liberal de que se não entrar em acordos com o CHEGA pode ficar fora do arco da governação "“A IL o que pode acontecer caso não queira fazer um acordo connosco é ficar simplesmente de fora do arco governativo ou fora de uma opção, e pode ser penalizada por isso, obviamente, nas eleições.". Afirmou também que “é mais do que óbvio que a direita será o futuro governo deste país”.
Em reunião da Comissão Eventual para a Revisão Constitucional, lamentou que vários partidos "passem a vida a dar conselhos do PSD", salientando que "têm tanto direito" a estar no parlamento como as restantes forças políticas.
A 30 de setembro de 2023, participou numa manifestação de apoio à habitação, em Lisboa, juntamente com os deputados Jorge Galveias e Filipe Melo. Nessa manifestação, foram agredidos e insultados, sendo necessária a intervenção e uma escolta da Polícia. Ainda na manifestação, Rui Paulo Sousa condenou os atos antidemocráticos dos manifestantes, afirmando: "Estamos num país livre; se eles acham que somos fascistas, é um problema que é deles". No primeiro plenário da Assembleia da República, logo após este incidente, André Ventura condenou o Presidente da Assembleia da República, Augusto Santos Silva, por não deixar nenhuma palavra de apoio aos deputados, por não condenar os manifestantes e por dizer "Devemos respeitar as manifestações cujos produtores, cujas motivações e cujos objetivos estão muito distantes dos nossos." Após essa intervenção de Santos Silva, Ventura afirmou, que "O senhor presidente, meu presidente já não é, desta bancada já não é, de uma parte do país já não é, e eu não o reconheço como presidente da Assembleia da República, e vou-me embora." Após essa intervenção, todos os deputados do grupo parlamentar do CHEGA abandonaram o plenário e deixaram nas suas bancadas um cartão a dizer "Santos Silva = Vergonha".

#### Comissões Parlamentares
- Comissão de Transparência e Estatutos dos Deputados [Vice-Presidente da Comissão];
- Comissão de Defesa Nacional [Suplente];
- Comissão de Orçamento e Finanças [Suplente].

### XVI Legislatura da República Portuguesa
A 10 de março de 2024, foi eleito deputado à Assembleia da República pelo CHEGA, pelo círculo eleitoral de Lisboa. No início da legislatura, após várias rejeições de José Aguiar-Branco como Presidente da Assembleia da República, no dia 27 de março, o CHEGA apresenta a candidatura de Rui Paulo Sousa como Presidente da Assembleia da República, após ter apresentado no dia anterior a deputada Manuela Tender. Foi indicado em abril de 2024, por André Ventura que seria vice-presidente da bancada parlamentar do partido.

### Comissão Parlamentar de Inquérito das gémeas
Em 22 de maio de 2024, a imprensa noticiou que Rui Paulo Sousa, iria presidir à Comissão Parlamentar de Inquérito na Assembleia da República sobre o caso das gémeas brasileiras tratadas com o medicamento Zolgensma. Este tratamento, que custou cerca de 4 milhões de euros, foi financiado pelo Estado português. Em audição com o advogado da mãe das gémeas, criticou fortemente as palavras do advogado por desrespeitar o Parlamento e os deputados, críticas que foram acompanhadas por todos os grupos parlamentares, que também condenaram as suas declarações e as críticas à comunicação social portuguesa. Referiu ainda, após o advogado se ter escudado nas perguntas com um alegado parecer da Ordem dos Advogados: "Lamento a atitude de Wilson Bicalho, atendendo que não teve uma participação correcta na comissão, pois não fez chegar o parecer da Ordem dos Advogados a tempo e de forma que esta comissão pudesse decidir antes sequer de ter começado a audição, além da falta de respeito com diversos deputados, para com a própria comissão e para com o próprio Parlamento, que lamento imenso", considerando o comportamento do advogado como "inaceitável".

## Resultados eleitorais

### Eleições legislativas
| Data | Partido | Partido | Circulo eleitoral | Posição     | Cl. | Votos   | %              | +/-  | Status     | Notas                                                            |
| ---- | ------- | ------- | ----------------- | ----------- | --- | ------- | -------------- | ---- | ---------- | ---------------------------------------------------------------- |
| 2019 |         | Aliança | Santarém          | 1.º (em 9)  | 9.º | 1 698   | 0,82 / 100,00  |      | Não eleito |                                                                  |
| 2022 |         | CHEGA   | Lisboa            | 2.º (em 48) | 4.º | 91 889  | 7,77 / 100,00  | 5,77 | Eleito     | Vice-presidente do Grupo Parlamentar                             |
| 2024 |         | CHEGA   | Lisboa            | 2.º (em 48) | 3.º | 224 493 | 17,02 / 100,00 | 9,25 | Eleito     | Vice-presidente do Grupo Parlamentar                             |
| 2025 |         | CHEGA   | Lisboa            | 2.º (em 48) | 3.º | 265 718 | 20,87 / 100,00 | 3,85 | Eleito     | Presidente da Comissão da Transparência e Estatuto dos Deputados |

### Eleições Autárquicas

#### Câmara Municipal
| Data | Partido | Partido | Concelho       | Posição     | Cl. | Votos | %             | +/- | Status     | Notas |
| ---- | ------- | ------- | -------------- | ----------- | --- | ----- | ------------- | --- | ---------- | ----- |
| 2021 |         | CHEGA   | Castelo Branco | 1.º (em 7)  | 4.º | 1 961 | 7,18 / 100,00 |     | Não eleito |       |
| 2025 |         | CHEGA   | Amadora        | 1.º (em 10) |     |       | 0,00 / 100,00 |     |            |       |